# Sequestro conservativo (ordinamento penale italiano)
Il sequestro conservativo, nel diritto processuale penale italiano, è una misura cautelare reale, disciplinata dagli artt. 316 ss. c.p.p.

## Disciplina

### Presupposti ed effetti del provvedimento
Ex art. 316 c.p.p., il sequestro conservativo è disposto:
- su richiesta del pubblico ministero, sui beni dell'imputato:

1. se vi è fondata ragione di ritenere che manchino o si disperdano le garanzie per il pagamento della pena pecuniaria, delle spese di procedimento e di ogni altra somma dovuta all'erario dello Stato;
2. in caso di uxoricidio, a garanzia del risarcimento dei danni civili subiti dagli eventuali figli della vittima, minorenni o maggiorenni economicamente non autosufficienti;

- su richiesta dalla parte civile, sui beni dell'imputato o del responsabile civile, se vi è fondata ragione di ritenere che manchino o si disperdano le garanzie delle obbligazioni civili derivanti dal reato.

La misura può avere ad oggetto mobili o immobili, nei limiti in cui la legge ne consente il pignoramento, e può essere richiesto in ogni stato e grado del processo di merito. Il sequestro disposto a richiesta del pubblico ministero, inoltre, giova anche alla parte civile.
Per effetto del sequestro i crediti predetti si considerano privilegiati, rispetto a ogni altro credito non privilegiato di data anteriore e ai crediti sorti posteriormente, salvi, in ogni caso, i privilegi stabiliti a garanzia del pagamento dei tributi.

### Forma del provvedimento e competenza
Il provvedimento che dispone il sequestro conservativo a richiesta del pubblico ministero o della parte civile, è emesso con ordinanza del giudice che procede.
Se è stata pronunciata sentenza di condanna, di proscioglimento o di non luogo a procedere, soggetta a impugnazione, il sequestro è ordinato, prima che gli atti siano trasmessi al giudice dell'impugnazione, dal giudice che ha pronunciato la sentenza e, successivamente, dal giudice che deve decidere sull'impugnazione. Dopo il provvedimento che dispone il giudizio e prima che gli atti siano trasmessi al giudice competente, provvede il giudice per le indagini preliminari.
Il sequestro è eseguito dall'ufficiale giudiziario con le forme prescritte dal codice di procedura civile per l'esecuzione del sequestro conservativo sui beni mobili o immobili.
Gli effetti del sequestro cessano quando la sentenza di proscioglimento o di non luogo a procedere non è più soggetta a impugnazione. La cancellazione della trascrizione del sequestro di immobili è eseguita a cura del pubblico ministero. Se il pubblico ministero non provvede, l'interessato può proporre incidente di esecuzione.

### Riesame dell'ordinanza di sequestro conservativo
Ex art. 318 c.p.p., contro l'ordinanza di sequestro conservativo chiunque vi abbia interesse può proporre richiesta di riesame, anche nel merito. La richiesta di riesame non sospende l'esecuzione del provvedimento.

### Offerta di cauzione e revoca
Ex art. 319 c.p.p., se l'imputato o il responsabile civile offre cauzione idonea a garantire i crediti per cui il sequestro può essere disposto, il giudice dispone con decreto che non si faccia luogo al sequestro conservativo e stabilisce le modalità con cui la cauzione deve essere prestata.
Se l'offerta è proposta con la richiesta di riesame, il giudice revoca il sequestro conservativo quando ritiene la cauzione proporzionata al valore delle cose sequestrate. Il sequestro è altresì revocato dal giudice se l'imputato o il responsabile civile offre, in qualunque stato e grado del processo di merito, cauzione idonea.

### Esecuzione sui beni sequestrati
Ex art. 320 c.p.p., il sequestro conservativo si converte in pignoramento quando diventa irrevocabile la sentenza di condanna al pagamento di una pena pecuniaria ovvero quando diventa esecutiva la sentenza che condanna l'imputato e il responsabile civile al risarcimento del danno in favore della parte civile. La conversione non estingue il privilegio sui crediti.
Salva l'azione per ottenere con le forme ordinarie il pagamento delle somme che rimangono ancora dovute, l'esecuzione forzata sui beni sequestrati ha luogo nelle forme prescritte dal codice di procedura civile. Sul prezzo ricavato dalla vendita dei beni sequestrati e sulle somme depositate a titolo di cauzione e non devolute alla cassa delle ammende, sono pagate, nell'ordine, le somme dovute alla parte civile a titolo di risarcimento del danno e di spese processuali, le pene pecuniarie, le spese di procedimento e ogni altra somma dovuta all'erario dello Stato.